# David Wolstencroft
David Wolstencroft (* 16. Juli 1969 in Honolulu, Hawaii) ist ein britischer Schriftsteller, der in Großbritannien zunächst für seine von der BBC verfilmte Agentenserie Spooks bekannt wurde. 
2004 veröffentlichte er seinen ersten Roman, ebenfalls aus dem Agentenmilieu Good News, Bad News, in Deutschland 2006 unter dem Titel Die Spezialisten erschienen. Sein zweiter Roman Contact Zero erschien 2005. Ebenfalls schrieb er das Drehbuch zum Film Shooting Dogs (2005) mit John Hurt.